# José Brel
José María Brel y Giralt (1832-1894) fue un pintor español.

## Biografía
Nacido en 1832 en Valencia, es referido como «pintor valenciano». Sus copias al óleo le valieron grandes elogios en los primeros años de su carrera artística, como habría probado su cuadro de San Vicente, copia de Ribalta, que presentó en la Exposición verificada en 1855 en Valencia. En la regional de 1867 fue premiado con una medalla de plata por un retrato al lápiz, y en 1868 pintó para la comedia El laurel de plata la perspectiva de una cacería, en la que se veían grupos de cazadores, monteros, ciervos y jaurías de perros. Los periódicos de la localidad elogiaron este trabajo. Cultivó la pintura taurina.
Coordinó la decoración del palacio del Marqués de Dos Aguas, en cuyos techos se pueden admirar diversas alegorías, y cuya inauguración tuvo lugar en mayo de 1867.
Fueron también suyos Un Retrato del general Prim para la Tertulia progresista de Valencia; Retrato ecuestre del rey Amadeo de Saboya; cuatro cuadritos con escenas del Fausto y de Don Álvaro o la fuerza del sino; Retrato de D. Jaime el Conquistador para el Ayuntamiento de Valencia; Una caravana en el desierto; Retrato de D. Mariano Aser para el centro republicano de Valencia; Retrato de D. Alfonso XII para el Ayuntamiento de Játiva; otro para el de Alcira; una Alegoría de la paz; Retrato de D. W. Querol; Un sacamuelas de principios del siglo; Una torada; Una riña; Jesús crucificado para la iglesia de Silla; y Retrato del Sr. Velasco y Santos. Brel, que cultivó también las letras, dio algunas conferencias artísticas en el Ateneo de Valencia. Falleció el 29 de noviembre de 1894.